# (1618) Dawn
(1618) Dawn est un astéroïde de la ceinture principale.

## Description
(1618) Dawn est un astéroïde de la ceinture principale. Il fut découvert le 5 juillet 1948 à Johannesburg par Ernest Leonard Johnson. Il présente une orbite caractérisée par un demi-grand axe de 2,87 UA, une excentricité de 0,03 et une inclinaison de 3,2° par rapport à l'écliptique.

## Compléments